# 一氮化硫
一氮化硫是一种具有化学式SN的无机化合物。 它是一氧化氮自由基NO的硫代物。 它可以通过在氮和硫化合物的混合物中放电以及氮与硫蒸气的反应来产生。 该化合物的价电子与一氧化氮相匹配。  在外层空间中，首先在巨型分子云Sgr B2中检测到该化合物。它随后在冷暗云和彗星的彗发中被观测到。
一氮化硫以共振结构形式存在，其中键级为一，伴随着电荷分离的物种是主要的贡献者。 